# بومة جزر سليمان الغربية
بومة جزر سليمان الغربية، هي نوع من أنواع الطيور فصيلة البوميات، وهي بومة صغيرة إلى متوسطة الحجم، يبلغ طولها 23-31 سم، لونها بنية أحيانًا مرقطة أو مخططة باللون الأبيض.

## الوصف
وصف هذا النوع لأول مرة في عام 1850، أسنده تشارلز لوسيان بونابرت إلى جنس أثينا، المستكشف الفرنسي الذي قضى وقتا طويلا في المحيط الهادئ. يشير اسمها الشائع إلى جزر سليمان التي توجد بها.
موطنها الأصلي هو الجزء الغربي من أرخبيل جزر سليمان، حيث توجد في الغابات الرطبة الإستوائية أو شبه الإستوائية في الأراضي المنخفضة والسفوح الجبلية.